# Beembe (peuple)
 (janvier 2025).
La mise en forme du texte ne suit pas les recommandations de Wikipédia : il faut le « wikifier ».
Les points d'amélioration suivants sont les cas les plus fréquents. Le détail des points à revoir est peut-être précisé sur la page de discussion.
- Les titres sont pré-formatés par le logiciel. Ils ne sont ni en capitales, ni en gras.
- Le texte ne doit pas être écrit en capitales (les noms de famille non plus), ni en gras, ni en italique, ni en « petit »…
- Le gras n'est utilisé que pour surligner le titre de l'article dans l'introduction, une seule fois.
- L'italique est rarement utilisé : mots en langue étrangère, titres d'œuvres, noms de bateaux, etc.
- Les citations ne sont pas en italique mais en corps de texte normal. Elles sont entourées par des guillemets français : « et ».
- Les listes à puces sont à éviter, des paragraphes rédigés étant largement préférés. Les tableaux sont à réserver à la présentation de données structurées (résultats, etc.).
- Les appels de note de bas de page (petits chiffres en exposant, introduits par l'outil «  Source ») sont à placer entre la fin de phrase et le point final[comme ça].
- Les liens internes (vers d'autres articles de Wikipédia) sont à choisir avec parcimonie. Créez des liens vers des articles approfondissant le sujet. Les termes génériques sans rapport avec le sujet sont à éviter, ainsi que les répétitions de liens vers un même terme.
- Les liens externes sont à placer uniquement dans une section « Liens externes », à la fin de l'article. Ces liens sont à choisir avec parcimonie suivant les règles définies. Si un lien sert de source à l'article, son insertion dans le texte est à faire par les notes de bas de page.
- La présentation des références doit suivre les conventions bibliographiques. Il est recommandé d'utiliser les modèles {{Ouvrage}}, {{Chapitre}}, {{Article}}, {{Lien web}} et/ou {{Bibliographie}}. Le mode d'édition visuel peut mettre en forme automatiquement les références.
- Insérer une infobox (cadre d'informations à droite) n'est pas obligatoire pour parachever la mise en page.

Pour une aide détaillée, merci de consulter Aide:Wikification.
Si vous pensez que ces points ont été résolus, vous pouvez retirer ce bandeau et améliorer la mise en forme d'un autre article.
Pour les articles homonymes, voir Bembe et Beembe.
Ne doit pas être confondu avec Bembe (peuple).
Les Béembé ou Babéembé sont un groupe ethnique kongo vivant au sud de la république du Congo, dans le département de la Bouenza, autour du district de Mouyondzi , yamba, mabombo. Leur nombre a été estimé à plus de 80 000 dans cette région. Quelques communautés sont aussi établies dans le nord de l'Angola et au nord-ouest de la république démocratique du Congo .

## Ethnonymie
Selon les sources et le contexte, on rencontre quelques variantes : Babembe, Beembes, Bembe, Bembes, Kibeembe, Kibembe.

## Langue
Ils parlent le kibeembe, une langue bantoue dont le nombre de locuteurs était estimé à 3 200 en 2004. cette langue a deux dialectes le kiyari (kibéembé de mabombo) et le kinkéngué (béembé de yamba).

## Culture
Les Bembe sculptent de petites statuettes représentant les ancêtres, qui portent des scarifications. Certaines sont dotées d'un torse allongé et d'épaules aplaties. D'autres, plus réalistes, mettent en scène des chasseurs.

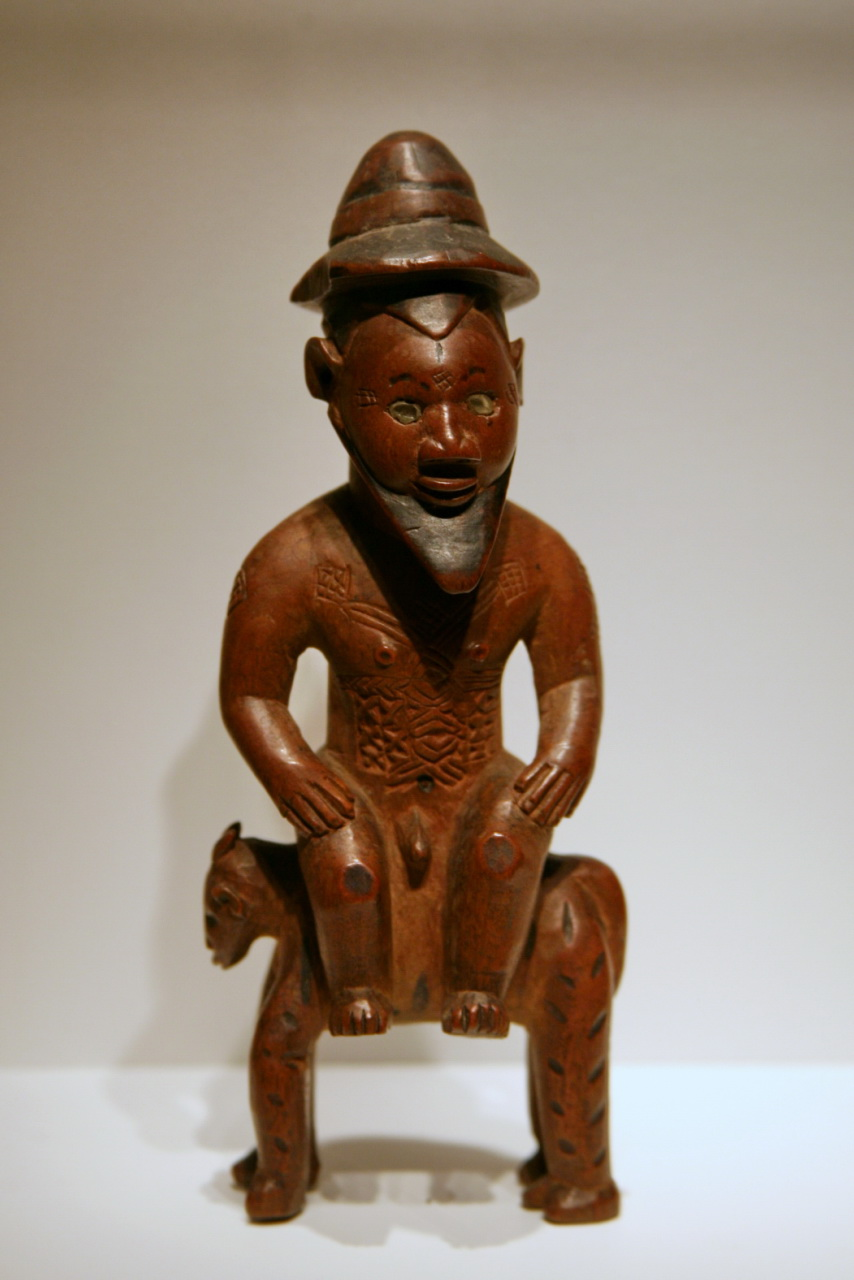
Homme assis sur un animal (National Museum of African Art)
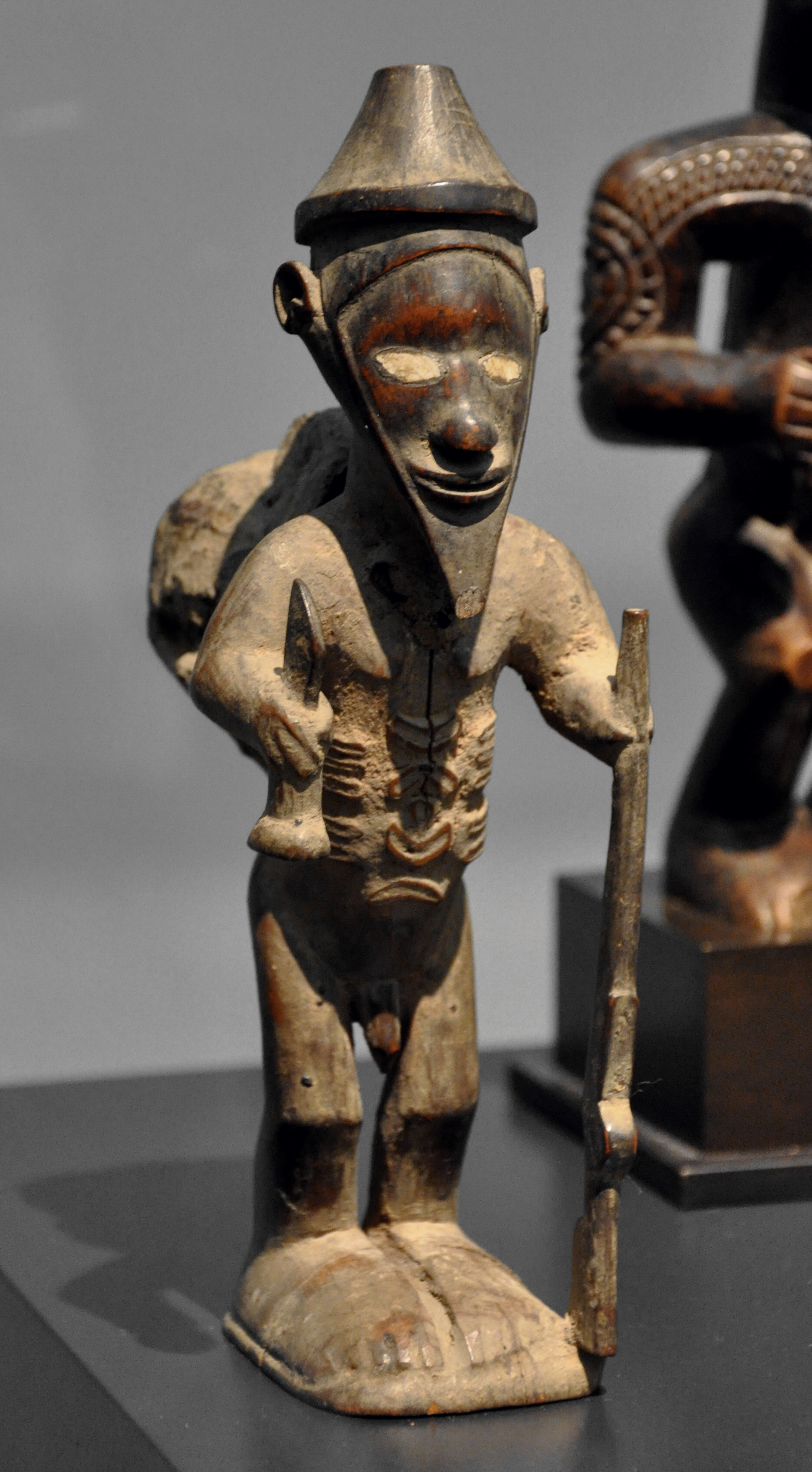
Homme portant un fusil (Museum Rietberg)

### Discographie
- Rencontre autour du livre 'Statuaire babembé', conférence enregistrée au Salon de lecture Jacques Kerchache (Musée du quai Branly) le 7 mai 2010 ; Raoul Lehuard, Alain Lecomte et Éric Ghysels, conférenciers ; CD data, 20 min